# Trinexapac-ethyl
Trinexapac-ethyl ist ein synthetischer Pflanzenschutzwirkstoff, der zur Wachstumsregulierung eingesetzt wird. Es handelt sich um den Ethylester des Wirkstoffs Trinexapac.

## Eigenschaften
Trinexapac-ethyl ist ein weißer, geruchloser Feststoff. Es löst sich wenig in Wasser und gut in organischen Lösungsmitteln wie Aceton oder Methanol. In der Umwelt ist der Wirkstoff nicht persistent und baut sich mit einer Halbwertszeit von 14,6 Tagen auf dem Feld ab.

## Verwendung und Wirkungsweise
Trinexapac-ethyl wird hauptsächlich als Wachstumsregulator in Getreidekulturen wie Weizen, Gerste, Hafer und Roggen verwendet. Die Wirkungsweise beruht auf der Hemmung der Biosynthese von Gibberellinsäure, einem Pflanzenhormon, das das Längenwachstum der Internodien fördert. Durch die Hemmung dieses Hormons werden die Stängel der Pflanzen gestaucht.

## Zulassung
Trinexapac-ethyl ist in der Europäischen Union als Pflanzenschutzmittel zugelassen. In Deutschland, Österreich und der Schweiz sind Pflanzenschutzmittel mit dem Wirkstoff erhältlich.

## Handelsnamen
- Moddus[7]
- Primo Maxx II[8]